# Таип Таипи
Таип Таипи (на албански: Taip Taipi; на македонска литературна норма: Таип Таипи) е политик от Социалистическа република Македония.

## Биография
Роден е на 26 октомври 1924 година в ресенското село Асамати. Завършва Юридическия факултет. През юли 1943 година влиза в Битолско-преспанският партизански отряд „Даме Груев“. След това последователно е в редиците на първа и трета македонски ударни бригади. До 1956 година работи към Югославската народна армия. Между 1956 и 1966 е секретар на Съюзната прокуратура. Между 1966 и март 1969 е републикански секретар за правосъдие на Социалистическа република Македония. През 1970 е народен представител в Събранието на народите към Народното събрание на СФРЮ. Бил е член на ЦК на ЮКП между 1986 и 1990 г.